# Rugby sevens nos Jogos Pan-Americanos de 2023
Os torneios de rugby sevens nos Jogos Pan-Americanos de 2023 em Santiago, no Chile, foram realizados em 3 e 4 de novembro de 2023 no Estádio Municipal de La Pintana, em La Pintana. Ao todo, oito equipes masculinas e oito femininas (cada uma composta em até 12 jogadores) competiram, totalizando 192 competidores.

## Qualificação
Oito equipes masculinas e oito femininas se classificaram para competir. O país-sede, Chile, recebeu classificação automática para ambos os torneios e as demais equipes se classificaram através de torneios qualificatórios.
Masculino
| Evento                           | Data              | Local            | Vagas | Classificados           |
| -------------------------------- | ----------------- | ---------------- | ----- | ----------------------- |
| País-sede                        | —                 | —                | 1     | Chile                   |
| Classificação automática         | —                 | —                | 2     | Canadá · Estados Unidos |
| Jogos Sul-Americanos de 2022     | 7–9 de outubro    | Assunção         | 2     | Argentina · Uruguai     |
| RAN Super Sevens de 2022         | 11–13 de novembro | Cidade do México | 2     | Jamaica · México        |
| Campeonato Sul-Americano de 2022 | 26–27 de novembro | São José         | 1     | Brasil                  |
| Total                            |                   |                  | 8     |                         |

Feminino
| Evento                           | Data              | Local            | Vagas | Classificados           |
| -------------------------------- | ----------------- | ---------------- | ----- | ----------------------- |
| País-sede                        | —                 | —                | 1     | Chile                   |
| Classificação automática         | —                 | —                | 2     | Canadá · Estados Unidos |
| Campeonato Sul-Americano de 2022 | 10–11 de junho    | Saquarema        | 1     | Brasil                  |
| Jogos Sul-Americanos de 2022     | 7–9 de outubro    | Assunção         | 2     | Paraguai · Colômbia     |
| RAN Super Sevens de 2022         | 11–13 de novembro | Cidade do México | 2     | México · Jamaica        |
| Total                            |                   |                  | 8     |                         |

## Nações participantes
| CON                | Masculino | Feminino | Jogadores |
| ------------------ | --------- | -------- | --------- |
| ARG Argentina      | Yes       |          | 12        |
| BRA Brasil         | Yes       | Yes      | 24        |
| CAN Canadá         | Yes       | Yes      | 24        |
| CHI Chile          | Yes       | Yes      | 24        |
| COL Colômbia       |           | Yes      | 12        |
| USA Estados Unidos | Yes       | Yes      | 24        |
| JAM Jamaica        | Yes       | Yes      | 24        |
| MEX México         | Yes       | Yes      | 24        |
| PAR Paraguai       |           | Yes      | 12        |
| URU Uruguai        | Yes       |          | 12        |
| Total: 10 CONs     | 8         | 8        | 192       |

## Medalhistas
| Evento             | Ouro | Prata | Bronze |
| ------------------ | --- | --- | --- |
| Masculino detalhes | Joaquín Pellandini Santiago Verafeld Germán Schulz Matteo Graziano Agustín Fraga Santiago Álvarez Alejo Lavayen Gastón Revol Matías Osadczuk Santiago Mare Luciano González Marcos Moneta ARG Argentina | Clemente Armstrong Luca Strabucchi Gonzalo Lara Santiago Videla Manuel Bustamante Cristóbal Game Lucca Avelli Ernesto Tchimino Francisco Urroz Diego Warnken Nicolás Garafulic Tomás Salas CHI Chile             | Elias Ergas Jacob Thiel Kalin Sager Phil Berna Ethan Hager Elias Hancock Thomas Isherwood Alexander Russell John Carson Lachlan Kratz Matthew McDougall-Percillier David Richard CAN Canadá |
| Feminino detalhes  | Cheta Emba Ilona Maher Nicole Heavirland Alena Olsen Naya Tapper Joanne Faavesi Stephanie Rovetti Kristi Kirshe Alexandria Sedrick Ariana Ramsey Samantha Sullivan Lauren Doyle USA Estados Unidos      | Olivia De Couvreur Alysha Corrigan Caroline Crossley Breanne Nicholas Lucienne Romeo Charity Williams Chloe Daniels Margaret Valenzuela Carissa Norsten Eden Kilgour Piper Logan Asia Hogan-Rochester CAN Canadá | Mariana Nicolau Luiza Campos Rafaela Zanellato Gisele Gomes Thalia Costa Milena Mariano Aline Furtado Marina Fioravanti Andressa Alves Bianca Silva Gabriela Lima Yasmim Soares BRA Brasil  |

## Quadro de medalhas

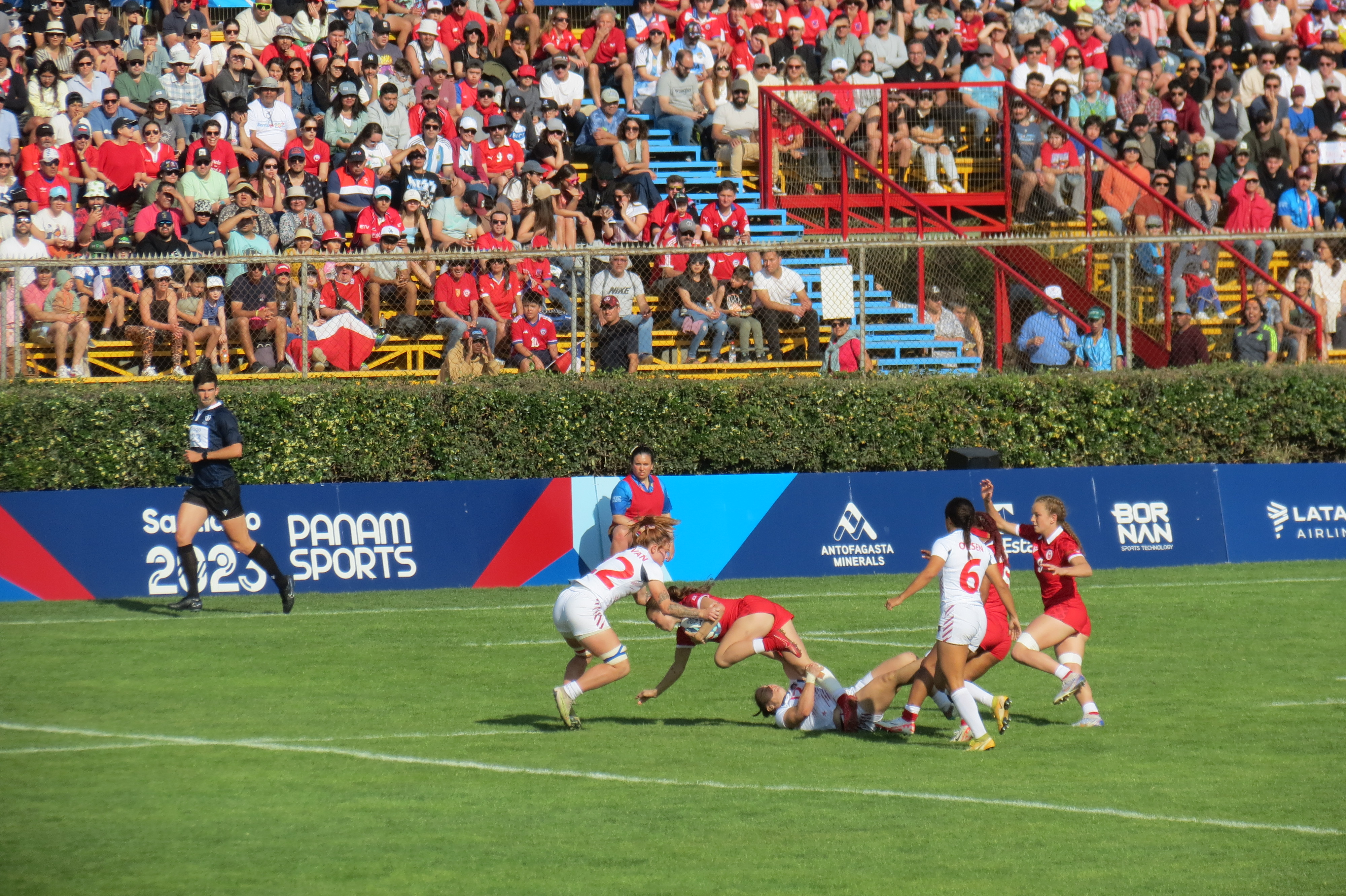
Final feminina entre Estados Unidos e Canadá, vencida pelas estadunidenses

| Ordem | País               | Medalha de ouro | Medalha de prata | Medalha de bronze |   |
| ----- | ------------------ | --------------- | ---------------- | ----------------- | - |
| 1     | ARG Argentina      | 1               |                  |                   | 1 |
|       | USA Estados Unidos | 1               |                  |                   | 1 |
| 3     | CAN Canadá         |                 | 1                | 1                 | 2 |
| 4     | CHI Chile          |                 | 1                |                   | 1 |
| 5     | BRA Brasil         |                 |                  | 1                 | 1 |
| TOTAL | TOTAL              | 2               | 2                | 2                 | 6 |